# Freddie Smith
Freddie Matthew Smith, es un actor estadounidense conocido por interpretar a Sonny Kiriakis en la serie Days of Our Lives.

## Biografía
Es hijo de Fred y Renee Smith.
El 6 de octubre del 2014 se vio envuelto en un accidente automovilístico en Kingsville Township, Freddie se declaró culpable de asalto vehicular y de conducir bajo los efectos del alcohol y fue sentenciado el 18 de febrero de 2015 a dos años de libertad condicional, su licencia de conducir fue suspendida por un año y le ordenaron pagar $1,400 en multas.
Desde el 2014 sale con la actriz Alyssa Tabit, más tarde la pareja se comprometió.

## Carrera
Freddie ha aparecido en comerciales para "Kay Jewelers", "Taco Bell", "Carl's Jr", "McDonalds" y "Verizon".
En el 2011 apareció como invitado en la tercera temporada de la serie 90210 donde interpretó al futbolista Marco Salazar, el exnovio de Teddy Montgomery (Trevor Donovan).
El 23 de junio del mismo año se unió al elenco principal de la exitosa serie Days of Our Lives donde interpreta a Jackson "Sonny" Kiriakis, el hijo de Justin Kiriakis (Wally Kurth) y Adrienne Johnson-Kiriakis (Judi Evans), hasta ahora. En el 2015 anunció que había decidido dejar la serie, sin embargo después de regresar para una aparición como invitado, en abril del 2016 anunció se quedaría en el programa.

## Filmografía

### Series de televisión
| Año             | Título            | Personaje      | Notas                               |
| --------------- | ----------------- | -------------- | ----------------------------------- |
| 2011 - presente | Days of Our Lives | Sonny Kiriakis | 575 episodios                       |
| 2013            | Addicts Anonymous | Gary Goldberg  | 6 episodios                         |
| 2011            | 90210             | Marco Salazar  | 5 episodios                         |
| 2008            | Medium            | Estudiante     | episodio "But for the Grace of God" |

### Películas
| Año  | Título       | Personaje     | Notas |
| ---- | ------------ | ------------- | --- |
| 2015 | Hiker        | Ryan Howland  | junto a John Alton, Molly Burnett, Spencer Neville, Barrett Shuler y Bill J. Stevens                                            |
| 2010 | One Wish     | Novio de Sara | junto a Kelsey Nicole Weber, Drew Roy, Mio Takada, Bella Thorne, Christa B. Allen, Colleen Irene Boag y Deprise Brescia         |
| 2009 | Weak Species | Atleta        | corto - junto a Erik Smith, Brendan Bradley, James Eckhouse, Lyn Alicia Henderson, Hugo Armstrong, Reed Windle y Joseph Gilbert |

### Apariciones
| Año  | Programa                  | Notas    |
| ---- | ------------------------- | -------- |
| 2011 | ACME Hollywood Dream Role | invitado |

### Director, escritor, productor y editor
| Año  | Programa          | Notas                                            |
| ---- | ----------------- | ------------------------------------------------ |
| 2015 | Hike              | director, escritor, productor ejecutivo y editor |
| 2013 | Addicts Anonymous | 5 episodios - director y escritor                |

## Premios y nominaciones
| Año  | Categoría                                   | Premio              | Serie             | Resultado |
| ---- | ------------------------------------------- | ------------------- | ----------------- | --------- |
| 2015 | Outstanding Younger Actor in a Drama Series | Daytime Emmy Award  | Days of Our Lives | Ganó      |
| 2013 | Outstanding Younger Actor in a Drama Series | Daytime Emmy Award  | Days of Our Lives | Nominado  |
| 2013 | Younger Actor - Daytime Drama               | Gold Derby TV Award | Days of Our Lives | Nominado  |